# Управляемое сердце
«Управляемое сердце: коммерциализация человеческих чувств» — книга Арли Рассел Хохшильд, впервые опубликованная в 1983 году. В книге описано, как социальные ситуации влияют на эмоции, исследуется опыт бортпроводников и инкассаторов.
В 2003 году вышло издание, посвященное 20-летию книги, с новым послесловием автора. В 2012 году книга была переиздана с новым предисловием. Книга переведена на множество языков. Текст Арли Хохшильд является основополагающим, расширили её концепцию эмоционального труда такие ученые, как Сара Дж. Трейси и Стивен Файнман.

## Теоретическая основа
Книга представляет собой расширение теоретических концепций, впервые описанных Арли Хохшильд в 1979 году. Разные социальные ситуации подразумевают разные эмоциональные социальные нормы, а для исследования используется драматургическая теория Ирвинга Гофмана. Когда чувства человека не соответствуют нормам ситуации, используются практики, приводящие их в соответствие посредством сочетания когнитивных, телесных или экспрессивных техник. Поверхностная игра заключается в том, что человек просто притворяется, что чувствует то, чего на самом деле не чувствует, в первую очередь с помощью языка тела, выражения лица и тона голоса. Эти правила различаются в зависимости от социальной группы, к которой принадлежит человек.

## Эмоциональный труд на рабочем месте

### Бортпроводники
В качестве основного примера Арли Хохшильд описывает эмоциональные нормы  на рабочем месте бортпроводников. Чтобы создать у пассажиров впечатление о хорошем обслуживании, бортпроводники должны сохранять спокойствие и жизнерадостность.

### Инкассаторы
Профессиональные нормы для инкассаторов, вместо дружелюбия, ожидаемого от бортпроводников, заключались в подозрении к должникам, чтобы заставить их платить более эффективно. Коллекторы вынуждены принижать статус должника за счет повышения своего собственного, используя различные когнитивные и вербальные способы обмануть должников или лишить их сочувствия. От коллекторов ожидалось, что они будут делать это, даже если они на самом деле не поддерживают компанию, от имени которой они собирают платежи.

## Влияние книги
Такие учёные, как Нэнси Уиттьер и Кери Норгард испытали влияние книги Хохшильд, также книга стала важным шагом в развитии символического интеракционизма.
В 1983 году книга получила премию Чарльза Кули, присуждаемую Американской социологической ассоциацией. Она также получила почетное упоминание на премии C. Wright Mills Award.